# Selensyra
Selensyra är en oxosyra av selen med formeln H2SeO4. Salter av selensyra kallas selenater.

## Egenskaper
Selensyra är analog med svavelsyra och är i likhet med den en stark syra. Vid temperaturer över 200 °C sönderfaller den till selensyrlighet och syrgas.
{\displaystyle {\rm {2\ H_{2}SeO_{4}\rightarrow 2\ H_{2}SeO_{3}+O_{2}}}}
Smält, koncentrerad selensyra kan lösa guld och bildar en rödgul lösning av guld(III)selenat (Au2(SeO4)3).
{\displaystyle {\rm {2\ Au+6\ H_{2}SeO_{4}\rightarrow Au_{2}(SeO_{4})_{3}+3\ H_{2}SeO_{3}+3\ H_{2}O}}}

## Framställning
På grund av att selentrioxid är instabilt går det inte att framställa selensyra genom att lösa selentrioxid i vatten på samma sätt som svavelsyra bildas när svaveltrioxid löses i vatten.
I stället går det att oxidera selendioxid med väteperoxid.
{\displaystyle {\rm {SeO_{2}+H_{2}O_{2}\rightarrow H_{2}SeO_{4}}}}
En annan metod är att oxidera rent selen i vatten med klorgas.
{\displaystyle {\rm {Se+4\ H_{2}O+3\ Cl_{2}\rightarrow H_{2}SeO_{4}+6\ HCl}}}